# جيولا توث
جيولا توث (بالمجرية: Tóth Gyula)‏ هو منافس ألعاب قوى مجري، ولد في 12 أبريل 1936 في Túrkeve ‏ في المجر، وتوفي في 2 نوفمبر 2006 في Ózd ‏ في المجر.

## وصلات خارجية
- جيولا توث على موقع أوليمبيديا (الإنجليزية)